# Els encantats (película de 2023)
Els encantats (Los encantados) es una película dirigida por Elena Trapé en 2023 que protagoniza Laia Costa junto a Dani Pérez Prada y Ainara Elejalde Bel.

## Sinopsis
Tras su divorcio Irene se separa por primera vez de su hija de 4 años que pasará un tiempo con su padre, así que se traslada a una casa de campo familiar en Antist, un pequeño pueblo de la Vall Fosca, en los Pirineos. Allí se encuentra con el abuelo Agustí, la joven vecina Gina y Ingrid, y a su amigo Erik al que invita. La película se cierra con la canción La soledad, canción de Barbara interpretada en catalán por Guillermina Motta.

## Elenco
- Laia Costa como Irene
- Pep Cruz como Agustín
- Aina Clotet como Ingrid
- Daniel Pérez Prada como Erik
- Ainara Elejalde como Gina
- Delia Brufau como Marta
- Carlos di Ros como Guillermo

## Producción
La película es una producción de Coming Soon Films, A Contracorriente Films y Encantats Films AIE, con la participación de RTVE y TVC y el apoyo del ICAA y el ICEC. Fue rodado en Antist (Vall Fosca), en la comarca del Pallars Jussà.

## Estreno
La película se presentó en el 26º Festival de Cine de Málaga el 12 de marzo de 2023. Posteriormente, se proyectó en el 7º BCN Film Fest . Distribuido por A Contracorriente Films, se estrenó en cines el junio de 2023.

## Premios y reconocimientos
| Año  | Nominado              | Galardón                        | Resultado                         | Ref.     |        |
| ---- | --------------------- | ------------------------------- | --------------------------------- | -------- | ------ |
| 2023 | 26 Festival de Málaga | Biznaga de Plata al mejor guion | Elena Trapé, Miguel Ibáñez Monroy | Ganadora | [ 11 ] |